# تپریشوو
تپریشوو (انگلیسی: Teperishevo) یک شهرک در شهرستان چیشمینسکی در استان باشقیرستان کشور روسیه است.